# Lijst van Nederlandstalige schrijvers (proza)
Hieronder staat een alfabetische lijst van Nederlandstalige schrijvers van proza (romans, thrillers en andere fictie) over wie een eigen artikel beschikbaar is op de Nederlandstalige Wikipedia. Schrijvers van kinderboeken zijn te vinden bij het onderwerp Nederlandstalige jeugdliteratuur.
Bij auteurs die onder pseudoniem publiceerden staat de werkelijke naam tussen haakjes vermeld.

## A
- Bertus Aafjes
- Han B. Aalberse (Johannes van Keulen)
- Thomas van Aalten
- Justa Abbing
- Kader Abdolah (Hossein Sadjadi Ghaemmaghami Farahani)
- Rogier van Aerde
- Jan van Aken
- Özcan Akyol
- Joseph Alberdingk Thijm
- Albert Alberts
- Arnold Aletrino
- Jo van Ammers-Küller
- Mark van Andel
- Peter van Andel
- Threes Anna (Threes Schreurs)
- Milo Anstadt
- René Appel
- Saskia Appel
- Johanne A. van Archem
- Jan Arends
- Frank Martinus Arion
- Armando (Herman Dirk van Dodeweerd)
- Ronald van Assen

## B
- Appie Baantjer
- Inge Bak
- Gerbrand Bakker
- Johan Ballegeer
- Steven Barends
- Benno Barnard
- Frédéric Bastet
- Ina van der Beek
- Nicolaas Beets
- Kees van Beijnum
- Belcampo (Herman Pieter Schönfeld Wichers)
- Abdelkader Benali
- Mohammed Benzakour
- Arie van den Berg
- Walter van den Berg
- H.C. ten Berge
- Marjan Berk
- J. Bernlef (Hendrik Jan Marsman)
- Hanna Bervoets
- Adelheid van Beuningen
- Huub Beurskens
- Xander Michiel Beute
- Martien Beversluis
- Naima El Bezaz
- Wim de Bie
- Maarten Biesheuvel
- Willem Bilderdijk
- Alfred Birney
- Anna Blaman (Johanna Petronella Vrugt)
- Jakobus Cornelis Bloem (J.C. Bloem)
- Marion Bloem
- Jan Blokker
- Esther Blom
- Herman Pieter de Boer
- Jo Boer
- Elle Gerrit Bolhuis
- Godfried Bomans
- Oscar van den Boogaard
- Alex Boogers
- Graa Boomsma
- Joop Boomsma
- Jan Boon
- Louis Paul Boon
- Johan de Boose
- Ferdinand Bordewijk
- Anne Borsboom
- F. van den Bosch
- Iris Boter
- Hafid Bouazza
- Mano Bouzamour
- Ina Boudier-Bakker
- Mies Bouhuys
- Roos Boum
- Beitske Bouwman
- Matthijs van Boxsel
- Marian Boyer
- Menno ter Braak
- Conny Braam
- Ernst Braches
- Willem Brakman
- Anton Brand
- Gerrit Brand
- Willem Brandt
- Hugo Brandt Corstius
- Désanne van Brederode
- Claudia de Breij
- Walter Breedveld (Piet van den Bogaert)
- Martin Bril
- Jos Brink
- Rien Broere
- Jan Brokken
- Sacha Bronwasser
- Johan Brouwer
- Rein Brouwer
- Jeroen Brouwers
- Marja Brouwers
- Carry van Bruggen
- Henri Bruning
- M.J. Brusse
- Boudewijn Büch
- C. Buddingh'
- Andreas Burnier (Catharina Irm Dessaur)
- Conrad Busken Huet
- Peter Buwalda
- Emile Buysse

## C
- Remco Campert
- Niels Carels
- Simon Carmiggelt
- Caja Cazemier
- Bart Chabot
- Nicolle Christiaanse
- Catalijn Claes
- Hugo Claus
- Justine le Clercq
- Frans Coenen
- Ricus van de Coevering
- Antoon Coolen
- Willy Corsari
- Jules de Corte
- Dirk Coster
- Louis Couperus
- Jan Cremer
- C.C.S. Crone

## D
- Anjet Daanje
- Kreek Daey Ouwens
- Arend van Dam
- Chantal van Dam
- Wim Daniëls
- P.A. Daum
- Anton Dautzenberg
- Cola Debrot
- Jules Deelder
- August Defresne
- Hans Dekkers
- Midas Dekkers (Wandert J. Dekkers)
- Max Dendermonde (Hendrik Hazelhoff)
- Maria Dermoût
- Govert Derix
- Lodewijk van Deyssel (K.J.L. Alberdingk Thijm)
- Nico Dijkshoorn
- Adriaan van Dis
- Megchel Doewina
- Fré Dommisse
- J.H. Donner
- A. den Doolaard (Cornelis Spoelstra)
- Boud van Doorn
- Johnny van Doorn
- Jan Izaäc van Doorninck, (1840-1889)[1]Bibliotheek van Nederlandsche anonymen en pseudonymen
- Mary Dorna
- Hans Dorrestijn
- Renate Dorrestein
- Johan van Dorsten
- Tonke Dragt
- Marcel van Driel
- Imme Dros
- Nico Dros
- Drs. P (Heinz Hermann Polzer)
- Anton van Duinkerken (W.J.M.A. Asselbergs)
- Peter Dumaar (Pieter Hendrik van Moerkerken jr.)
- G.L. Durlacher
- Jessica Durlacher
- Jacob van Duijn
- Serge van Duijnhoven
- Frederik Duym
- Cherry Duyns
- Don Duyns

## E
- Gerard van Eckeren (Maurits Esser)
- Frederik van Eeden
- Anne Eekhout
- Jan Eekhout
- Justus van Effen
- Eduard Elias
- Willem Elsschot (Alphonsus Josephus de Ridder)
- Marcellus Emants
- Jan Engelman
- Anna Enquist (Christa Widlund-Boer)
- Frans Erens
- Rob van Erkelens

## F
- Isaac Faro (Cornelis Israël)
- Maxim Februari
- Kees Fens
- Rinus Ferdinandusse
- Louis Ferron
- Willem Godschalck van Focquenbroch
- Jan Fontijn
- Annie Foore (F.J.J.A. IJzerman-Junius)
- Ellen Forest (Lucy Pierson-Franssen)
- Anne Frank
- Herman Franke
- Simon Franke
- Fem Rutke (Nelly Francés-Meijer)

## G
- Annie van Gansewinkel
- Gabriël (Carel van Nievelt)
- Chr.J. van Geel
- Klaas van der Geest
- Paul Gellings
- Reinier van Genderen Stort
- Esther Gerritsen
- Natasha Gerson
- Peter van Gestel
- Elke Geurts
- Martin Gijzemijter
- Marnix Gijsen
- Karin Giphart
- Ronald Giphart
- Karel Glastra van Loon
- Anne-Gine Goemans
- Tijs Goldschmidt
- Jip Golsteijn
- Herman Gorter
- Thijs Goverde
- Anke de Graaf
- Anne de Graaf
- Bram de Graaf
- Hermine de Graaf
- Barend de Graaff
- Chris de Graaff
- Karel N.L. Grazell
- J.L. Gregory (Jan Lodewijk Pierson jr.)
- August P. van Groeningen
- Arnon Grunberg
- Lale Gül
- Robert van Gulik
- Wessel te Gussinklo

## H
- Jacob Israël de Haan
- Bernard ter Haar
- Hella Haasse
- Alfred Haighton
- Joost Hiddes Halbertsma
- Jacques Hamelink
- F. Harmsen van Beek (Fritzi ten Harmsen van der Beek)
- Astrid Harrewijn
- Kees 't Hart
- Maarten 't Hart
- Jaap Harten
- Corine Hartman
- Jan de Hartog
- Jac. van Hattum
- Elisabeth Hasebroek
- Havank (Hans van der Kallen)
- Pé Hawinkels
- Erik Hazelhoff Roelfzema
- Faber Heeresma
- Heere Heeresma
- Marcus Heeresma
- Daan Heerma van Voss
- Thomas Heerma van Voss
- Willy van der Heide (Willem van den Hout)
- A.F.Th. van der Heijden
- Herman Heijermans
- Bas Heijne
- Nicolaes Heinsius, de jongere
- Gerben Hellinga
- Albert Helman (Lou Lichtveld)
- Kristien Hemmerechts
- May Henriquez
- Willem Frederik Hermans
- Eva Hermans-Kroot
- Joke J. Hermsen
- J.Z. Herrenberg
- Annemie Heymans
- Hildebrand (Nicolaas Beets)
- Etty Hillesum
- Marian Hoefnagel
- Bregje Hofstede
- Valentijn Hoogenkamp
- Samuel van Hoogstraten
- Franciscus Josephus Hoppenbrouwers
- F.B. Hotz
- Boudewijn van Houten
- Guus Houtzager
- Marijke Höweler
- Peter ten Hoopen
- Ed. Hoornik
- Conrad Busken Huet
- René Huigen
- Leonhard Huizinga
- Philip Huff
- Auke Hulst

## I
- Willem van Iependaal (Willem van der Kulk)
- Roxane van Iperen
- Murat Isik
- Geert van Istendael
- Ivans (J. van Schevichaven)

## J
- JacobsVreeker
- Maresa Jacobse
- Joke Janssen
- Adriaan Jaeggi
- J.L. de Jager
- Arnold Jansen op de Haar
- Arthur Japin
- C.O. Jellema
- A.M. de Jong
- Dola de Jong
- Eelke de Jong
- Martien de Jong
- Max de Jong
- Oek de Jong
- Atte Jongstra
- Kitty de Josselin de Jong
- Jan Juffermans

## K
- Anthony van Kampen
- Theo Kars
- Otto de Kat (Jan Geurt Gaarlandt)
- Frans Kellendonk
- Michiel van Kempen
- George Kettmann jr.
- Mensje van Keulen
- Yvonne Keuls
- Safae el Khannoussi
- Johan Klein Haneveld
- Hetty Kleinloog
- Dolf Kloek
- Willem Kloos
- Kluun (Raymond van de Klundert)
- Herman Koch
- Emily Kocken
- Judith Koelemeijer
- Antony Kok
- Gerrit Komrij
- Marga Kool
- Anton Koolhaas
- Tij Kools
- Kees van Kooten
- Toon Kortooms
- Hanna Kraan
- Tim Krabbé
- Diet Kramer
- Nelleke van der Krogt
- Gerrit Krol
- Yvonne Kroonenberg
- Mina Kruseman
- Rik Kuethe
- Jan Kuipers

## L
- Hubert Lampo
- Olaf J. de Landell
- Pepijn Lanen
- Laurie Langenbach
- Jef Last
- Thé Lau
- Eliza Laurillard
- Winston Leeflang (Michiel van Kempen)
- Rick de Leeuw
- Boeli van Leeuwen
- Joke van Leeuwen
- Arthur Lehning
- Jan Leijten
- Valérie Lempereur
- Jacob van Lennep
- Ietje Liebeek-Hoving
- Ted van Lieshout
- Jan Ligthart
- Frénk van der Linden
- Johanna Dorothea Lindenaer
- Robert Long (Bob Leverman)
- Tessa de Loo (Tineke Duyvené de Wit)
- Foka van Loon
- Paul van Loon
- Jannah Loontjens
- Jacobus van Looy
- Jan Van Loy
- Arjen Lubach
- Hetty Luiten

## M
- Willem G. van Maanen
- Rinie Maas
- Jan van der Made
- Vincent Mahieu
- Geert Mak
- Herman de Man (Salomon Herman Hamburger)
- Wil Mannesse
- A. Marja (Arend Theodoor Mooij)
- Hendrik Marsman
- Hedda Martens
- Mathilda Masters (Hilde Smeesters)
- Tip Marugg
- Nicolaas Matsier (Tjit Reinsma)
- Olga van der Meer
- Vonne van der Meer
- Mariët Meester
- Ep Meijer
- Doeschka Meijsing
- Geerten Meijsing
- Hannes Meinkema (Hannemieke Stamperius)
- Willem Melchior
- Steven Membrecht
- Jan van Mersbergen
- Anja Meulenbelt
- Wim Meyles
- Mariëtte Middelbeek
- Frans Mijnssen
- Marga Minco (Sara Voeten-Minco)
- Nicolien Mizee
- Joris Moens
- Wally Moes
- Maurits Mok (1907-1989)
- A. Moonen
- Marente de Moor
- Margriet de Moor
- Marcel Möring
- Adriaan Morriën
- Mirjam Mous
- Marian Mudder
- Siska Mulder
- Harry Mulisch
- Multatuli (Eduard Douwes Dekker)
- Susan Muskee
- Charlotte Mutsaers

## N
- Jan Naaijkens
- Bert Natter
- Nescio (J.H.F. Grönloh)
- Margaretha Jacoba de Neufville
- Jan S. Niehoff
- Carel van Nievelt
- Anya Niewierra
- Martinus Nijhoff
- H.J. van Nijnatten-Doffegnies
- Frank Noë
- Jan Noordegraaf
- Nelleke Noordervliet
- Wim Noordhoek
- Saskia Noort
- Cees Nooteboom
- Pieter Nouwen

## O
- Jona Oberski
- Ronald Ohlsen
- Francine Oomen
- Adriaan van Oordt
- Dorinde van Oort
- Margriet Oostveen
- Tom Ordelman
- Brenda van Osch
- Josua Ossendrijver
- Almar Otten
- Christine Otten
- Jo Otten
- Willem Jan Otten
- Jamal Ouariachi
- J. van den Oude (Carel van Nievelt)
- J. van Oudshoorn (J.K. Feijlbrief)
- Willem Ouweneel
- Aernout van Overbeke
- Jan Overduin

## P
- Piet Paaltjens (François HaverSchmidt)
- Gerrit Paape
- Connie Palmen
- G.H. Pannekoek Jr. (1882-1965)
- Marion Pauw
- Gustaaf Peek
- J.J. Peereboom
- Hugo Penning
- Rascha Peper (Jenneke Strijland)
- E. du Perron
- Suzanne Peters
- Cees van der Pluijm
- Coen Peppelenbos
- R.J. Peskens (G.A. van Oorschot)
- Ilja Leonard Pfeijffer
- Frans Pointl
- Chaja Polak
- Katinka Polderman
- Claire Polders
- Sybren Polet (Sybe Minnema)
- K.L. Poll
- Ethel Portnoy
- Elvin Post
- Everhardus Johannes Potgieter
- Siegfried E. van Praag
- Arij Prins
- Marja Pruis
- Herman Pijfers

## Q
- Israël Querido

## R
- Eva Raedt-de Canter
- Anil Ramdas
- John Ravenswood (J. Slauerhoff)
- Ton van Reen
- Alexander Reeuwijk
- Wanda Reisel
- Josine Reuling
- Gerard Reve (Gerard Kornelis van het Reve)
- Jonathan van het Reve
- Karel van het Reve
- Sholeh Rezazadeh
- M. Revis
- Jan van Rheenen
- Patrick van Rhijn
- Onno te Rijdt
- Linda van Rijn
- Marieke Lucas Rijneveld
- P.H. Ritter jr.
- Dignate Robbertz
- Tjalie Robinson (Jan Boon)
- Paul Rodenko
- Richard Roland Holst
- Josephine Rombouts
- Henk Romijn Meijer (Henk Meijer)
- Lydia Rood
- Niels Rood
- Thomas Rosenboom
- Tomas Ross (Willem Hogendoorn)
- Nico Rost
- Jan Rot
- Heleen van Royen
- Renate Rubinstein
- Helga Ruebsamen
- An Rutgers van der Loeff
- Ward Ruyslinck (Raymond Charles Marie De Belser)

## S
- Annie Salomons (ook onder pseudoniem Ada Gerlo)
- Peter Schaap
- J.C. van Schagen
- Wil Schackmann
- Jean Schalekamp
- Carel Scharten
- Margo Scharten-Antink
- Nico Scheepmaker
- Arthur van Schendel
- Bert Schierbeek
- K. Schippers (Gerard Stigter)
- Willem Schippers
- Annie M.G. Schmidt
- Jacques Schreurs
- Nel Schuttevaêr-Velthuys
- Anja Sicking
- Jan Siebelink
- J. Slauerhoff
- Carry Slee
- Pauline Slot
- G.P. Smis
- Peter Smit
- Susan Smit
- Mariëlle van der Snoek
- A.L. Snijders (Peter Müller)
- Winnie Sorgdrager
- Karin Spaink
- F. Springer (Carel Jan Schneider)
- Maria Stahlie (Madelien Tolhuisen)
- Maria van der Steen (Anna Elisa Pepers)
- Rosita Steenbeek
- Cri Stellweg
- Paul Sterk
- Herman Stevens
- Dingeman van der Stoep
- Maren Stoffels
- Arie Storm
- Harald van der Straaten
- Ben Stroman
- Jeanne Reyneke van Stuwe
- Nico van Suchtelen
- Jaap Scholten

## T
- Arend Tael (Arie Pieter Krul)
- F.C. Terborgh (Reijnier Flaes)
- Nanne Tepper
- Eric Terduyn (Emiel van Moerkerken)
- Jan Terlouw
- Pieter Terpstra
- Charles den Tex
- Johan Theunisz
- Theo Thijssen
- Fred Thomas
- P.F. Thomése
- Jan Gerhard Toonder
- Margje Toonder
- Marten Toonder
- Franca Treur
- Carolina Trujillo
- Vrouwkje Tuinman

## U
- Siebold Ulfers
- Manon Uphoff
- Bob den Uyl

## V
- Cornelis Bastiaan Vaandrager
- Ewald Vanvugt
- Adriaan van der Veen
- Johan Veenhof
- Barbara M. Veenman
- Bert van der Veer
- Pauline van de Ven
- Adriaan Venema
- Thomas Verbogt
- Alex Verburg
- Nicolaas Vergunst
- Esther Verhoef
- Anita Verkerk
- Alfons Vermeulen
- Robert Vernooy
- Ger Verrips
- Dolf Verroen
- Wytske Versteeg
- Hans Vervoort
- Albert Verwey
- Trees Verwilligen
- Simon Vestdijk
- Anton van der Vet
- Eduard Veterman
- Ivo Victoria
- Simon Vinkenoog
- Marja Visscher
- Ab Visser
- Carolijn Visser
- Judith Visser
- Jannetje Visser-Roosendaal
- Goaitsen van der Vliet
- Simone van der Vlugt
- Jacq Vogelaar (Frans Broers)
- Frida Vogels
- Joost van den Vondel
- Felicita Vos
- Ida Vos
- J.J. Voskuil
- Jacques Vriens
- Jose Vriens
- Theun de Vries
- Leo Vroman
- Robert Vuijsje
- Marja Vuijsje
- Jet van Vuuren (Hennie de Groot)

## W
- Jacqueline E. van der Waals
- Elly de Waard
- Joop Waasdorp
- Lulu Wang
- Gerda van Wageningen
- Maurits Wagenvoort
- Johan van de Walle
- Mel Wallis de Vries
- Hans Warren
- Pieter Waterdrinker (Pieter van der Sloot)
- Lévi Weemoedt (Isaäck Jacobus van Wijk)
- Bert van Weenen
- Robbert Welagen
- Hans Werkman
- Henri van Wermeskerken
- J.W.F. Werumeus Buning
- Janwillem van de Wetering
- Rogi Wieg
- Margreet Wijnstroom
- Christiaan Weijts
- L.H. Wiener
- Tommy Wieringa
- Alie van Wijhe-Smeding
- Cees Wilkeshuis
- Olivier Willemsen
- Willem Wilmink
- Anne Winkels (Annie van Gansewinkel)
- Dieuwke Winsemius
- Leon de Winter
- Clemens Wisse
- Henk van Woerden
- Ivan Wolffers
- Jan Wolkers
- Ans Wortel
- Maartje Wortel

## Z
- Willem van Zadelhoff
- Nel van der Zee
- Michaël Zeeman
- Aya Zikken
- Jacqueline Zirkzee
- Koos van Zomeren
- Daan Zonderland
- Edwin P.C. Zonneveld
- Peter de Zwaan
- Joost Zwagerman
- Annejet van der Zijl
- Floortje Zwigtman